# Bellaco
Bellaco es una localidad uruguaya del departamento de Río Negro.

## Geografía
La localidad se ubica en la zona centro-oeste del departamento de Río Negro, sobre la cuchilla de Haedo, próximo a las nacientes del arroyo homónimo, y sobre la ruta N.º 25, próximo a su empalme con la ruta N.º 24. 70 km separan a la localidad de la capital departamental Fray Bentos, a 42 km de Estación Menafra y 28 km de la ciudad de Young.

## Historia
Su nombre procede del cercano arroyo Bellaco, el cual nace en los campos de un libanés Miguel Issas Echin quien era propietario  de un comercio de Ramos Generales. En sus comienzos los campos de la zona fueron poblados por colonos principalmente de origen alemán entre ellos se destacan los apellidos: Müller Brehm, Ottoubrehm, Kremer, Blok, Schneider y Holstein, entre otros. Hacia 1928 llegaron familias pobladoras procedentes del sur y este del país (desde Colonia, Santa Lucía y Lavalleja). Algunas de ellas fueron las familias de Félix Vila, Miguel Hernández, Doroteo Guerra, Francisco y José Periasco, Jorge Abreu, Gabino Sarantes, Celestino García, Octavio Suárez, Francisco Hernández, entre otras más. El primer comercio establecido en la zona fue el del ex intendente municipal Luis Kuster, empleado muy cerca de la estación del ferrocarril, cuyo jefe era por entonces Oscar Pérez.
Con gran esfuerzo de los vecinos se construyó en los campos de Catalina Engler de Gaynor el primer edificio escolar, el cual se inauguró el 26 de mayo de 1928. Las primeras clases las dictaron la señora Marta Cardinal y su hermana Graciana. Asistieron a ellas, inicialmente, 20 alumnos. 
Entre los años 1966 y 1992 operó en la zona próxima a la localidad una cantera de yeso de la empresa Iner, cuya producción tenía como destino las plantas de ANCAP en Minas y en Paysandú.
En 1994 se construyó en la localidad el primero de los planes de vivienda de MEVIR, el segundo y tercer plan se inauguraron en 2000 y 2010 respectivamente.

## Población
Según el censo del año 2011 la localidad contaba con una población de 283 habitantes.
| 118           | 73 | 161 | 89 | 243 | 283 |
| (Fuente: INE) |    |     |    |     |     |

## Economía
La principal actividad económica de la zona es la forestación, la cual es acompañada por establecimientos de producción lechera y agrícola.